# Breznița-Motru
Breznița est une commune roumaine du județ de Mehedinți, dans la région historique de l'Olténie et dans la région de développement du Sud-Ouest.

## Géographie
La commune de Breznița est située dans l'est du județ, à 6 km au de Strehaia et à 50 km à l'est de Drobeta-Turnu Severin, la préfecture du județ.
La commune se compose des sept villages suivants (population en 2002) :
- Breznița-Motru, (1 180), siège de la municipalité ;
- Cosovăț (145) ;
- Deleni (27) ;
- Făuroaia (228) ;
- Plai (91) ;
- Tălăpanu (42) ;
- Valea Teiului (85).

## Religions
En 2002, 99,83 % de la population était de religion orthodoxe.

## Démographie
En 2002, les Roumains représentaient 99,94 % de la population totale. La commune comptait 864 ménages et 1 036 logements.
| 2002  | 2007  |
| ----- | ----- |
| 1 798 | 1 689 |

## Économie
L'économie de la commune est basée sur l'agriculture.

## Lieux et monuments
- Cosovăț,, église Adormirea Maicii Domnului de 1845.
- Deleni, église St Nicolas (Sf Nicolae) de 1895.